# Tom Bohli
Tom Bohli (* 17. Januar 1994 in Uznach) ist ein Schweizer Radrennfahrer in den Bereichen Strassen- und Bahnradsport.

## Karriere
2011 und 2012 wurde Bohli Schweizer Junioren-Meister im Strassenrennen. In 2012 erhielt er zugleich den nationalen Titel im Einzelzeitfahren und wurde im Bahnradsport Junioren-Welt- sowie -Europameister in der Einerverfolgung. Bei den UCI-Strassen-Weltmeisterschaften in Limburg wurde Buhli Achter im Strassenrennen der Junioren.
Im Januar 2013 startete Bohli als Mitglied der Schweizer Nationalmannschaft am Bahnrad-Weltcup im mexikanischen Aguascalientes in der Mannschaftsverfolgung und belegte gemeinsam mit Silvan Dillier, Stefan Küng und Loïc Perizzolo den zweiten Rang. Das Quartett fuhr mit einer neuen Schweizer Rekordzeit von 4,02.502 Minuten und unterbot damit die bestehende Bestzeit um mehr als fünf Sekunden. 2014 errang er Bronze bei der U23-Europameisterschaft in der Einerverfolgung und wurde gemeinsam mit Küng, Frank Pasche und Théry Schir erneut U23-Europameister in der Mannschaftsverfolgung. 2015 wurde er Vize-U23-Europameister in der Einerverfolgung.
2013 erhielt Bohli einen Vertrag beim BMC Development Team und ab 2016 beim BMC Racing Team. Fortan bestritt er hauptsächlich Strassenrennen. Bis 2018 war sein grösster Erfolg der Sieg beim Prolog der Drei Tage von Westflandern.
Anfang 2019 unterschrieb er beim UAE Team Emirates und bestritt für das Team seine bisher einzige Grand Tour, den Giro d’Italia 2019. Nach zwei Jahren beim UAE Team wechselte er 2021 zum Team Cofidis. Nachdem er auch dort ohne zählbare Erfolge geblieben war, wurde er zur Saison 2023 Mitglied im neu als UCI ProTeam lizenzierten Tudor Pro Cycling Team.

## Erfolge

### Strasse
2011
- Schweizer Meister – Straßenrennen (Junioren)

2012
- Schweizer Meister – Straßenrennen (Junioren)
- Schweizer Meister – Einzelzeitfahren (Junioren)

2013
- Schweizer Meister – Berg (U23)

2014
- Mannschaftszeitfahren Tour de la Guadeloupe

2015
- Prolog Tour de Normandie
- Berner Rundfahrt

2016
- Prolog Drei Tage von Westflandern
- Mannschaftszeitfahren Eneco Tour

2017
- Mannschaftszeitfahren Valencia-Rundfahrt
- Nachwuchswertung Tour du Haut-Var

### Bahn
2012
- Weltmeister – Einerverfolgung (Junioren)
- Junioren-Europameister – Einerverfolgung
- Junioren-Europameisterschaft – Punktefahren

2013
- U23-Europameister – Mannschaftsverfolgung mit Stefan Küng, Frank Pasche und Théry Schir

2014
- U23-Europameister – Mannschaftsverfolgung mit Stefan Küng, Frank Pasche und Théry Schir
- U23-Europameisterschaft – Einerverfolgung
- Schweizer Meister – Einerverfolgung

2015
- Europameisterschaft – Einerverfolgung (U23)

## Grand-Tour-Platzierungen
| Grand Tour            | 2019 |
| --------------------- | ---- |
| Giro d’ItaliaGiro     | 139  |
| Tour de FranceTour    | –    |
| Vuelta a EspañaVuelta | –    |